# Agrodiaetus ripartii
Agrodiaetus ripartii är en fjärilsart som beskrevs av Freyer 1830. Agrodiaetus ripartii ingår i släktet Agrodiaetus och familjen juvelvingar. Inga underarter finns listade i Catalogue of Life.

## Bildgalleri

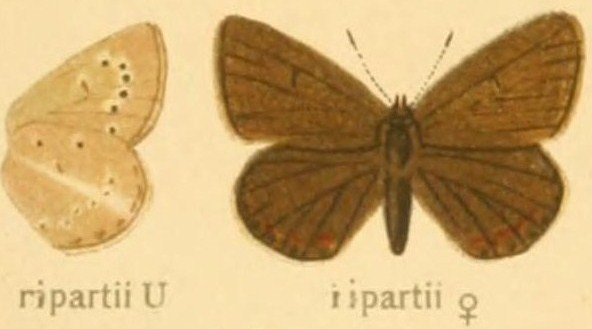